# Германн Шторк
Германн Шторк (нім. Hermann Stork, 30 серпня 1911 — 12 червня 1962) — німецький стрибун у воду.
Бронзовий медаліст Олімпійських Ігор 1936 року.

## Життєпис
На Берлінській Олімпіаді 1936 року Герман Шторк здобув бронзову медаль у стрибках з 10-метрової вишки. Двома роками раніше, у 1934 році, він виграв титул чемпіона Європи. Він також був чемпіоном Німеччини зі стрибків з вишки у 1934 та 1935 роках.